# Blue Note (Film)
Blue Note (Originaltitel: La Note bleue) ist ein französisches Filmdrama von Andrzej Żuławski aus dem Jahr 1991, das die letzten Tage der Beziehung zwischen dem Komponisten Frédéric Chopin und der Schriftstellerin George Sand nacherzählt.

## Handlung
Im Sommer 1846 empfängt die Schriftstellerin George Sand illustre Gäste auf ihrem Landsitz in Nohant-Vic. Während ihr langjähriger Geliebter Frédéric Chopin in seinem Zimmer seine neuesten Kompositionen spielt, treffen der Maler Eugène Delacroix, die Opernsängerin Pauline Viardot, ihr Ehemann Louis und ihr Liebhaber, der russische Schriftsteller Iwan Turgenew, ein. Unter den Gästen befinden sich auch Adalbert Grzymala, ein Landsmann Chopins, die polnische Gräfin Laure Czosnowska sowie Fernand de Préaulx, der Verlobte von Georges Tochter Solange. George, die sich selbst als Sozialistin bezeichnet und kürzlich ihre Dienerschaft entlassen hat, wirft Turgenew gleich nach seiner Ankunft vor, in Russland immer noch Bedienstete zu haben. Sie lässt ihn zudem wissen, dass sie es gutheißt, dass ihr Sohn Maurice eine Affäre mit Pauline Viardot hat und auf diese Weise endlich zum Mann reift. Wenig später reist Turgenew wieder ab. Georges Tochter Solange ist derweil über die Ankunft ihres Verlobten Fernand alles andere als begeistert. Sie bevorzugt die Gesellschaft des sensiblen Chopin, doch sieht dieser in ihr nur ein Kind.
Als bei einem ersten gemeinsamen Essen zur Sprache kommt, dass polnische Bauern einen Aufstand gegen die Aristokratie angezettelt haben und dabei mordend und vergewaltigend durch Polen ziehen, meint George zum Entsetzen ihrer Gäste, dass jeder Aufstand aus Missständen heraus auch etwas Gutes habe, egal wie brutal er ablaufe. Daraufhin beginnt sie zu weinen und beklagt, dass sie mangels Bediensteter die ganze Nacht habe schuften müssen und sich jetzt müde und alt fühle. Solange versucht sie zu trösten und zählt ihre vielen Vorzüge auf.
Chopin, der an einer Lungenentzündung leidet und immer wieder Hustenanfalle bekommt, ist überzeugt, dass er bald sterben wird. Wie besessen spielt er auf seinem Klavier, um seine noch nicht fertiggestellten Werke zu vollenden. George hat jedoch von seinem ewigen Klavierspiel genug und will, dass er damit aufhört. Solange hingegen zeigt sich verständnisvoll, sei doch Chopin ein von Zweifeln geplagtes Genie. Wütend wirft sie ihrer Mutter schließlich deren zahlreiche Liebschaften vor, während sie bislang keine Liebe erfahren durfte. Tröstend umarmt George ihre weinende Tochter, die kurz darauf auf einem Pferd davonreitet. Beim Vorbereiten des Abendessens wird Pauline von einer Ratte in die Hand gebissen. George leckt ihr die Wunde ab und gießt anschließend Wein darüber. Paulines Ehemann Louis wiederum verbrennt sich die Hand mit kochendem Wasser. Solange wurde unterdessen von ihrem Pferd abgeworfen und durchstreift zu Fuß die Wildnis. Als sie der besorgte Fernand findet und ihr sagt, wie bezaubernd sie sei, meint Solange, dass sie nicht gut genug für ihn wäre und sie ihn nur verletzen und betrügen würde. Fernand will sie dennoch heiraten, worauf Solange beginnt, ihn mit einem Zweig zu schlagen.
Während sich die anderen im Garten aufhalten, macht sich Solange zum wiederholten Mal an Chopin heran. Dieser weist sie jedoch zurück. Als Fernand schließlich abreist, trifft der junge Schriftsteller Alexandre Dumas ein, der Chopin und Solange wehmütig von einer Pariser Kurtisane berichtet, die stets Kamelien getragen habe und schließlich an Schwindsucht gestorben sei. Solange ist von seiner Geschichte tief berührt und ermutigt ihn, sie aufzuschreiben. Nach seiner Abreise wagt Solange bei Chopin einen erneuten Annäherungsversuch. Chopin lässt sich schließlich von ihr küssen und will mit ihr weggehen. George, die zunächst eifersüchtig dazwischen geht, bittet Chopin, einen letzten Abend so zu tun, als wäre nichts gewesen, und für sie bis zur „Note bleue“ zu spielen.
Mit dem mittellosen Bildhauer Auguste Clésinger trifft schließlich ein weiterer Gast ein. Ungestüm macht er sich sofort an Solange heran. Überraschend nimmt diese seinen spontanen Heiratsantrag an und George gibt ihnen ihren Segen. Nach dem Abendessen liest George den anderen etwas aus ihrem neuesten Roman vor. Pauline und Louis reichen sich daraufhin die Hände, die sie sich zuvor verletzt hatten. Chopin, der sein Heimatland vermisst und mittlerweile beim Husten Blut spuckt, möchte, dass Auguste seine Totenmaske anfertigt. Als vor dem Haus ein Feuer ausbricht, bleiben Chopin und George allein zurück. Die anderen, die eigentlich das Feuer löschen wollten, gehen in den Keller und verkünden auf einer Bühne fremdartigen Wesen ihre Zukunft: Maurice wird Bücher schreiben, doch werden diese schnell in Vergessenheit geraten. Solange wird Auguste heiraten, mit ihm Kinder haben und unglücklich sein. Pauline wiederum wird ihre Affäre mit Turgenew fortsetzen. Chopin spielt derweil für George bis zur „Note bleue“.

## Hintergrund
Gedreht wurde im Sommer 1990. Als Drehort diente das Château de Puyval in Segonzac im Département Corrèze. Die Filmbauten gestaltete Jean-Vincent Puzos. Die Kostüme entwarf Magdalena Biernawska-Teslawska.
Die Uraufführung fand am 5. Juni 1991 in Frankreich statt, wo daraufhin lediglich 74.996 Kinobesucher gezählt werden konnten. In Deutschland wurde der Film erstmals am 12. Oktober 1997 von arte im Fernsehen gezeigt.

## Kritiken
Yuri German vom All Movie Guide befand, dass Regisseur Andrzej Żuławski die berühmten Persönlichkeiten seines Films „respektlos“ als „oberflächliche, kleinkarierte und egoistische Opportunisten“ dargestellt habe, während Chopin als „tragisches, missverstandenes Genie“ porträtiert werde. Vom Schicksal handelnd, wirke der Film wie „eine persönliche Reflexion von Żuławskis Erfahrungen“, sei er doch wie Chopin als Pole nach Frankreich ausgewandert. Das Ergebnis sei „sehr theatralisch und bisweilen urkomisch“, doch sei „bei allen Höhen und Tiefen“ Chopins Musik „das Highlight des Films“. Sie werde vom polnischen Pianisten Janusz Olejniczak „brillant gespielt“.